# Рабье Мефтах, Мохамед
Мохамед Рабье Мефтах (араб. محمد ربيع مفتاح‎; род. 5 мая 1985, Тизи-Узу) — алжирский футболист, защитник клуба «Айн-Млила» и сборной Алжира.

## Биография
Мохамед Рабье Мефтах происходит из футбольной семьи. Его двоюродными братьями являются Махьеддин Мефта, Рахим Мефтах, Шаабане Мефтах и Югурта Мефтах. Мохамед Рабье, как и все они, воспитанник клуба «Кабилия».

## Клубная карьера
Мефтах был переведён в первую команду в 2004 году. Через пару сезонов он стал постоянным игроком основы, вынудив алжирца Слимана Рахо сесть на скамейку запасных и в конце концов покинуть клуб. В 2008 году он был назначен капитаном клуба, заменив полузащитника Шерифа Абдеслама. Мефтах был объявлен лучшим игроком национального чемпионата Алжира в сезоне 2008/09 в результате голосования, проведенного ежедневной спортивной газетой "Маракана". В конце сезона 2009/10, несмотря на то, что клуб прошёл квалификацию в групповой этап Лиги чемпионов КАФ 2010, Мефтах объявил, что покидает клуб. В составе «Кабилии» он дважды становился чемпионом Алжира.
20 июня 2010 года он подписал годичный контракт с алжирской командой «ЖСМ Беджая».

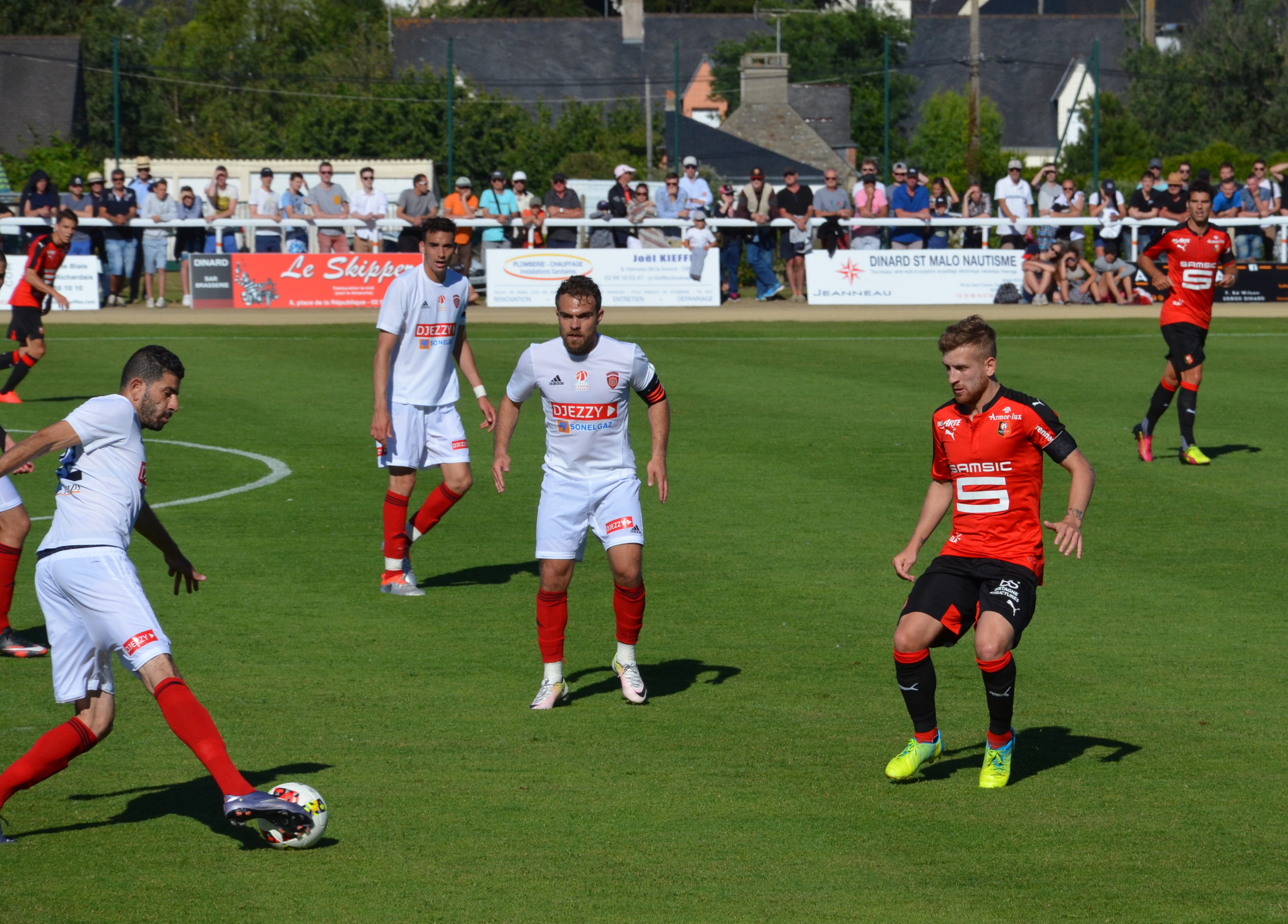
Мохамед Рабье Мефтах в 2016 году против «Ренна».

12 июля 2011 года перешёл в «УСМ Алжир», подписав двухлетний контракт. Он дебютировал за команду в чемпионате в игре против «КА Батна». Дебютный гол за клуб Мефтах забил в ворота «ВА Тлемсен». В сезоне 2012/13 Мефтах выиграл свой первый титул с «УСМ Алжир», Кубок Алжира в финале переиграв «МК Алжир» 1:0. Через две недели после этого Мефтах завоевал второй титул, победив вместе с командой в арабской лиге чемпионов, одолев в финале «Аль-Араби». В сезоне 2013/14 он выиграл национальный чемпионат в третий раз в своей истории. 7 июня 2016 года Мохаммед Раби Мефтах продлил контракт с клубом на три сезона до 2020 года, в сезоне 2016/17 Мефтах выиграл второй Суперкубок, в финале выиграв у «МК Алжир», а он забил второй гол в матче. 30 марта 2018 года против «Белоуиздад» Мефтах сыграл свой 300-й матч в алжирской профессиональной лиге 1. Также Мефтах был стал бомбардиром «УСМ Алжир» в сезоне 2017/18 с 11 голами, этот результат стал лучшим в его футбольной карьере. В сезоне 2018/19 Мефтах выиграл свой последний титул в составе «УСМ Алжир», где в решающем матче против «Константины» он забил третий гол на последних минутах. 16 января 2020 года в матче на высшем уровне против «Кабилии» Мефтах напал на Хамзу Бануха. После этого он извинился перед игроком и всеми болельщиками, позже LFP дисквалифицировал его на три матча. 25 июля 2020 года Мефтах заявил, что покинет «УСМ Алжир» после того, как спортивный директор Антар Яхья сказал ему, что новый тренер команды не хочет его видеть. Мефтах сыграл за «УСМ Алжир» 258 матчей и забил 49 голов, став самым результативным защитником в истории клуба и завоевав семь титулов.
7 сентября 2020 года Мефтах подписал двухлетний контракт с клубом «Хуссейн Дей».

## Карьера в сборной
15 августа 2006 года Мохамед Рабье Мефтах дебютировал в составе сборной Алжира, выйдя на замену в концовке товарищеского матча против сборной Габона, проходившего во Франции. Он также принимал участие в матчах отборочного турнира Кубка африканских наций 2008 и Кубка африканских наций 2017 в Габоне.

## Достижения
«Кабилия»
- Чемпион Алжира (2): 2005/06, 2007/08

«УСМ Алжир»
- Чемпион Алжира (3): 2013/14, 2015/16, 2018/19
- Обладатель Кубка Алжира: 2012/13
- Обладатель Суперкубка Алжира (2): 2013, 2016
- Победитель Арабской лиги чемпионов: 2012/13
- Финалист Лиги чемпионов КАФ: 2015